# David Patterson (informatik)
David Andrew Patterson (narozen 16. listopadu 1947) je americký počítačový průkopník a akademik, který od roku 1976 působil jako profesor matematické informatiky na Kalifornské univerzitě v Berkeley. V roce 2016, po téměř čtyřiceti letech, ukončil svou akademickou kariéru, a stal se významným softwarovým inženýrem ve společnosti Google. V současnosti je místopředsedou správní rady nadace RISC-V, a emeritním profesorem na Kalifornské univerzitě v Berkeley.
Patterson je známý svým průkopnickým přínosem k návrhu procesorů s redukovanou instrukční sadou (RISC), vedením projektu Berkeley RISC, i jako autor termínu RISC. Od roku 2018 používá architekturu RISC 99 % nových procesorů. Spolu s Randy Katzem také vedl výzkum v oblasti RAID úložišť.
Knihy o architektuře počítačů, které napsal s Johnem L. Hennessym, jsou významnými učebnicemi pro matematickou informatiku. V roce 2017 oba získali Turingovu cenu za svou práci při vývoji procesorů RISC.